# Río Mataquito
El río Mataquito es un río que atraviesa la cordillera de la Costa, en el límite de las provincias de  Curicó y Talca, Región del Maule, luego de recibir las aguas de sus afluentes Río Teno y Río Lontué. 
Tanto por sus características geográficas como por su importancia económica e histórica es un río relevante en la zona centro de Chile.

## Trayecto
El río Mataquito se forma por la unión de los ríos Teno (de 120 km de longitud) y Lontué (que junto con su fuente el Colorado, alcanza los 126 km), a unos 10 kilómetros al oeste de Curicó, cerca del pueblo de Sagrada Familia, en el límite occidental del gran llano central.   
Luego de cruzar la Cordillera de la Costa, entre las comunas de Hualañé, Licantén y Curepto, desemboca en el océano Pacífico en las inmediaciones de La Pesca, Licantén al sur de la ciudad de Iloca. También bordea Lora (Chile).
Existen cuatro puentes que cruzan el río en las localidades de La Huerta de Mataquito, Hualañé, Lora y cerca de su desembocadura, además de una pasarela peatonal en Licantén.
Para el aprovechamiento de sus aguas, existen 18 canales de regadío que riegan el fértil valle del río.

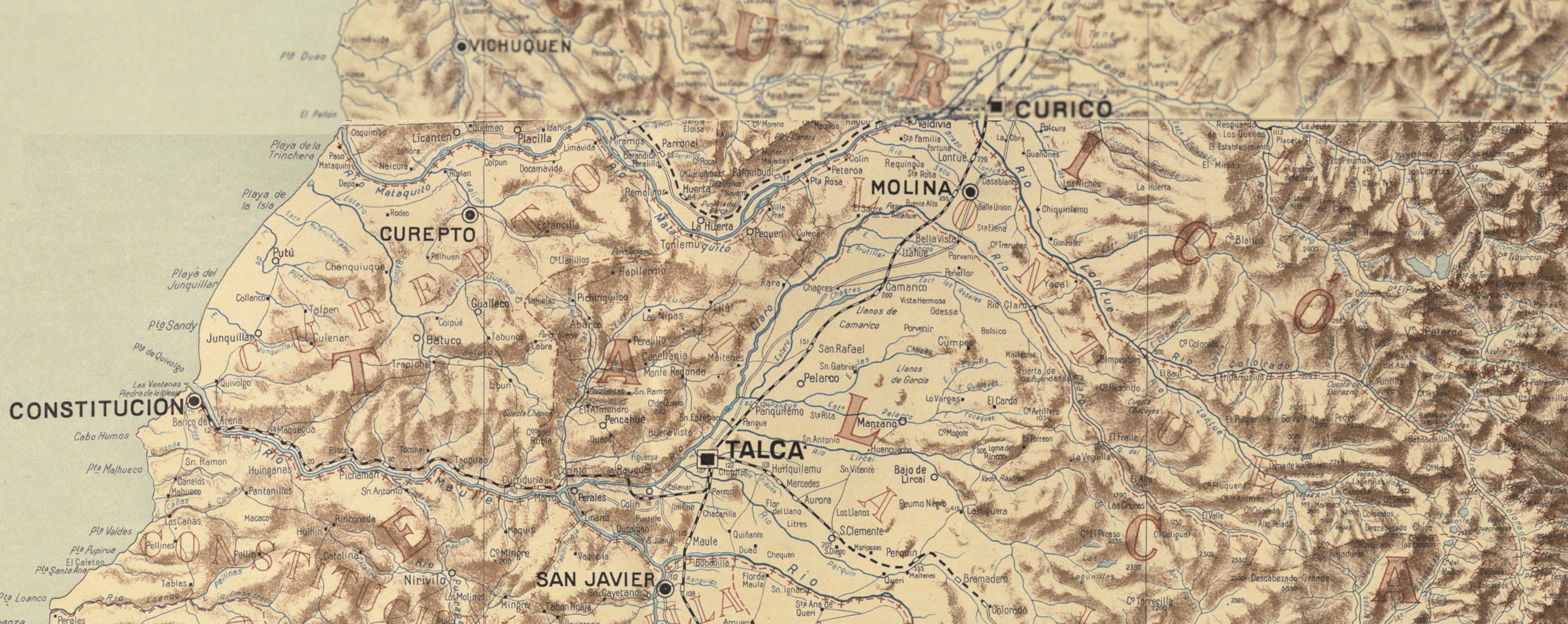
Cuenca del río Mataquito en un compuesto de dos mapas de Luis Risopatrón de 1910.

## Caudal y régimen
Desde su origen en la confluencia del Teno con el Lontué, hasta el océano Pacífico, la subcuenca tiene un régimen pluvio – nival, con mayor predominancia pluvial conforme se baja en elevación. En años lluviosos las crecidas ocurren entre junio y agosto, producto de fuertes aportes pluviales. En años secos los caudales se distribuyen de manera más uniforme, sin variaciones de importancia. El período de menores caudales ocurre en el trimestre dado por los meses de febrero, marzo y abril.

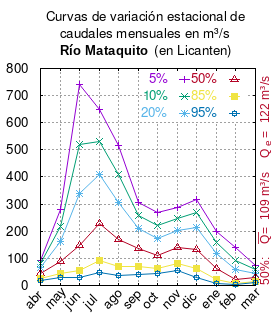
Curva de variación estacional del río Mataquito en Licantén.

El caudal del río (en un lugar fijo) varía en el tiempo, por lo que existen varias formas de representarlo. Una de ellas son las curvas de variación estacional que, tras largos periodos de mediciones, predicen estadísticamente el caudal mínimo que lleva el río con una probabilidad dada, llamada probabilidad de excedencia. La curva de color rojo ocre (con {\displaystyle {\color {Red}\vartriangle }}) muestra los caudales mensuales con probabilidad de excedencia de un 50%. Esto quiere decir que ese mes se han medido igual cantidad de caudales mayores que caudales menores a esa cantidad. Eso es la mediana (estadística), que se denota Qe, de la serie de caudales de ese mes. La media (estadística) es el promedio matemático de los caudales de ese mes y se denota {\displaystyle {\overline {Q}}}. 
Una vez calculados para cada mes, ambos valores son calculados para todo el año y pueden ser leídos en la columna vertical al lado derecho del diagrama. El significado de la probabilidad de excedencia del 5% es que, estadísticamente, el caudal es mayor solo una vez cada 20 años, el de 10% una vez cada 10 años, el de 20% una vez cada 5 años, el de 85% quince veces cada 16 años y la de 95% diecisiete veces cada 18 años. Dicho de otra forma, el 5% es el caudal de años extremadamente lluviosos, el 95% es el caudal de años extremadamente secos. De la estación de las crecidas puede deducirse si el caudal depende de las lluvias (mayo-julio) o del derretimiento de las nieves (septiembre-enero).

## Historia
A lo largo de la historia el río Mataquito ha sido conocido con varios nombres, Primero era llamado "río Guelengüelevano" por los indígenas. Luego, en la época de la conquista española se le conoce como "río Lora", "río Mataquinos" y "Falso Maule".
El nombre Mataquito podría ser una inmutación de mataquetha, palabra para la cual hay teorías de origen quechua y mapudungun.
De acuerdo con el historiador René León Echaiz, la zona curicana fue invadida totalmente por los incas y la influencia que de ellos ha quedado es considerable: "Siguiendo el curso de los ríos se internan por los valles de la costa y bordean las riberas del Guelengüelevano. Las llamas que traen como bestias de carga se atemorizan con sus aguas profundas y se niegan, coceando, a acercarse a ellas. Entonces los incas dan al río un nombre aimará "Mataquetha". Significa "dar coces el llama".
Otra versión corresponde al origen de la palabra al mapudungún, derivado de "matha" (médula, tuétano) y "cütün" (estrujar), por lo que significaría "estrujar la médula".
Sus fértiles valles fueron poblados por indígenas que aprovechaban el fértil valle para establecerse.
El río tuvo importancia histórica debido a que fue una de las fronteras al norte del Maule entre el Imperio Incaico y el pueblo Mapuche, antes de la llegada de los conquistadores españoles.
Su valle fue escenario de la muerte del toqui Lautaro, en 1557, existiendo dudas respecto al lugar del combate que algunos señalan en el cerro Chiripilco y otros en Peteroa.   
El río ha estado asociado al desarrollo del poblamiento en sus riberas, por la fertilidad de sus suelos, pero también por las bravías avenidas que han ocasionado grandes inundaciones y tragedias a los habitantes ribereños.    
Francisco Solano Asta-Buruaga y Cienfuegos escribió en 1899 en su Diccionario Geográfico de la República de Chile sobre el río:
Mataquito.-—Río caudaloso entre las provincias de Curicó y Talca, formado por los ríos Lontué y Teno, que bajan de la cordillera de los Andes y que confluyen á unos 14 kilómetros al O. de la ciudad de Curicó. Corre de aquí ligeramente pando con dirección hacia el SO. hasta la aldea de la Huerta en su margen derecha, donde tuerce al NO. haciendo un gran recodo hasta Gualañé, y luego prosigue hacia el O. hasta desembocar en el Pacífico por los 35º 04' Lat. y 72º 12' Lon. al cabo de unos 95 kilómetros. Es de ancho cauce y se abre en partes en brazos, que rodean islillas feraces, siendo las más considerables las de Contuntué y Palquivudi. Sus riberas, ceñidas á cortas distancias de la margen del agua por series de cerros bajos y medianamente altos y poblados de poco bosque, se abren en valles y espacios cultivados con fundos y caseríos como los de Palquivudi, Huerta, Remolinos, Peralillo, Mira-Ríos, Gualañé, Placilla, Licantén, Naicura, &c. en la banda norte, y en la del sur, los de Pichimávida ó Valdivia, Peteroa, Pequen, Culenar, Limávida, Calpún, &c. Tiene varios pasajes de barca, y es navegable por embarcaciones de pequeño calado y de barra somera á su boca, presentando en esta parte, desde el mar, un aspecto parecido á la desembocadura del Maule, por lo que se le ha llamado Falso Maule. En su última sección inferior se denominaba primitivamente río de Lora, por el paraje inmediato de este nombre. El de Mataquito puede ser una inmutación del aimará mataquetha, dar coces el animal llama. Ercilla dice: «Por Mataquino á la derecha entrando».
Luis Risopatrón lo describe en su Diccionario jeográfico de Chile (1924) sobre el río:: 838 
Mataquito (Rio) 35° 02' 72° 00'. Es formado por los rios Teno i Lontué, que confluyen a unos 14 kilómetros al W de la ciudad de Curicó i corre hacia el SW lijeramente pando, hasta la aldea de La Huerta; sigue en un ancho cauce, que se abre en partes en brazos, que rodean islillas feraces, entre riberas ceñidas a corta distancia por cerros bajos o medianamente altos, poblados de poco bosque, los que se abren en valles i espacios cultivados i presentan fundos i caseríos. Se inclina hacia el NW, a causa del movimiento de las arenas i desagua en el mar, donde presenta una barra inabordable, tanto por su poca agua, cuanto por estar espuesta a la gruesa marejada del SW, que la azota con violencia. Es navegable por embarcaciones menores pequeñas, en unos pocos kilómetros de su parte inferior, donde ofrece varios pasajes de barca. Desagua una hoya total de 6 050 km² de superficie, con un largo total de 230 kilómetros i unos 50 m³ de agua en término medio. 1, III, p. 4; 1, VI, p. 282; 66, p. 238 i 240; 155, p. 430; i 156; Mataquito o Mataquino en 3, III, p. 118 (Alcedo, 1788); i de Lora en 15, carte de Guillaume de L'Isle (1716).
El 21 de agosto de 2019 el río se desbordó, inundando las comunas de Licantén y Hualañé con violentas crecidas a causa del Temporal de Chile de agosto de 2023 por los efectos del Fenómeno del Niño